# T-72
De T-72 is een Russische tank, een concurrerend model van de eerder geproduceerde T-64.

## Ontwikkelingsgeschiedenis
In 1965 had de ministerraad van de Sovjet-Unie de productie van de T-64 goedgekeurd, een ontwerp van het Morozowteam uit Charkiv. Dit wekte de jaloezie op van Leonid Kartsjev, hoofd van het ontwerpbureau in Nizjni Tagil. Hij begon nog dat jaar aan een verbeterde versie van de T-62, de Objekt 167, ook met een 125mm-kanon als de tweede versie van de T-64 maar met een alternatieve mechanische lader en zes meer conventionele loopwielen. In november 1967 werd het in het geheim ontwikkelde prototype getoond tijdens een bezoek van de zeer verraste minister van vervoermiddelen, Sergej Zverev. Die was eerst niet gediend van dit soort verrassingen en vertrouwde het motief niet, maar draaide bij toen Kartsjev hem de eerste beproevingsrapporten van de T-64 toonde, die wezen op zeer grote technische problemen. Ter plaatse stond hij toe dat zes prototypes van een alternatieve T-64 gebouwd mochten worden met bepaalde onderdelen van de Objekt 167 om te zien of het voorstel van Nizjni Tagil toch niet beter was. In december ging de ontwikkeling van start van de Objekt 172 Oeral. Al meteen begon Kartsjev de specificaties te wijzigen en bouwde ook de transmissie van de Objekt 167 in. Zwerev kreeg daar lucht van en ontbood Kartsjev op 15 januari 1968 naar Moskou. Na een verhit gesprek besloot men dan maar twee soorten prototypes te bouwen.
Na beproevingen op de testbasis te Koebinka in 1968 en in de steppen van Midden-Azië in 1969 bleek de nieuwe transmissie veel betrouwbaarder. Wel moest er een sterkere W-46-motor van 780 pk ingebouwd worden en werd de ophanging van de Objekt 167 gebruikt. Dit prototype, de Objekt 172-2M kwam gereed in november 1969 en verschilde al sterk van de T-64. Onder druk van het leger dat liever meer en eenvoudiger tanks had dan een beperkt aantal exemplaren van de technisch gecompliceerdere T-64, werd in 1971 besloten twee tanktypes tegelijkertijd in massaproductie te nemen: naast de T-64 ook een T-72. De voorserieproductie begon in 1972 in Nizjni Tagil. Na wat wijzigingen werd het type in 1973 goedgekeurd. De massaproductie begon in 1974.

## Beschrijving

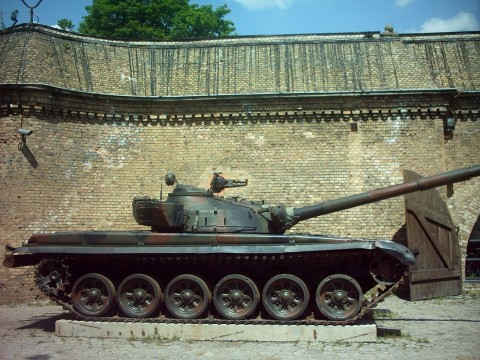
Poolse T-72M

Tijdens de militaire parade van 1978 werd de T-72 voor de eerste keer publiek getoond. Het bleek hier te gaan om een zeer modern voertuig, ontwikkeld uit de eerdere T-62, maar goedkoper dan de T-64. In het begin was in het Westen van de T-72 niet al te veel bekend, maar tijdens de Libanonoorlog werden verscheidene exemplaren op Syrië buitgemaakt. Hij bleek ten opzichte van de T-62 uitgerust met een vuurleidingssysteem, laserafstandmeting, een verbeterde motor en de nieuwste apparatuur voor operaties tijdens nucleaire aanvallen in fall-outgebieden. Net als de T-64 heeft hij een 125mm-kanon en is voor in het koepelpantser siliciumdioxide ingegoten onder bijmenging van keramisch poeder, meestal aluminiumoxide of siliciumcarbide van industriële kwaliteit. Hij wordt aangedreven door een watergekoelde V-12 dieselmotor van ongeveer 780 pk. Voor uitbreiding van het theoretisch operationeel rijbereik tot 700 km kan de T-72 twee 200 liter externe cilindertanks dragen, naast de normale dieselvoorraad van duizend liter. In tegenstelling tot de T-62 heeft de T-72 een mechanische lader die acht granaten per minuut kan doen afvuren. De lader is van het carrouseltype waarbij de munitievoorraad op de bodem van de gevechtsruimte ronddraait totdat het gewenste munitietype onder het kanon ligt. Anders dan bij de T-64, waar een arm de rechtopstaande granaatdelen in een boog voor het sluitstuk van het kanon heft, liggen de hulzen en gevechtskoppen hier horizontaal in twee lagen en worden ze door een liftje omhooggeschoven waarna een ramstok ze apart de vuurkamer inschuift. De aanwezigheid van een automatische lader betekent dat de bemanning kon worden teruggebracht van vier tot drie personen. De T-72 is wat minder geavanceerd dan de T-64 of T-80 maar is wel in veel groter aantal geproduceerd en vooral meer geëxporteerd. Veel exporttanks zijn van een meer oorspronkelijk type en kunnen door moderne westerse wapens vrij eenvoudig worden uitgeschakeld, zoals bleek in de Golfoorlogen van 1991 en 2003. In de jaren zeventig was de T-72 echter een zeer gevaarlijke tegenstander, en tot de invoering van de Leopard 2 in 1979 was hij veel moderner dan enige operationele westerse tank.
De T-72 is sinds 1972 continu verder ontwikkeld, vooral op het gebied van de bepantsering, hetgeen resulteerde in de T-90.

## Varianten

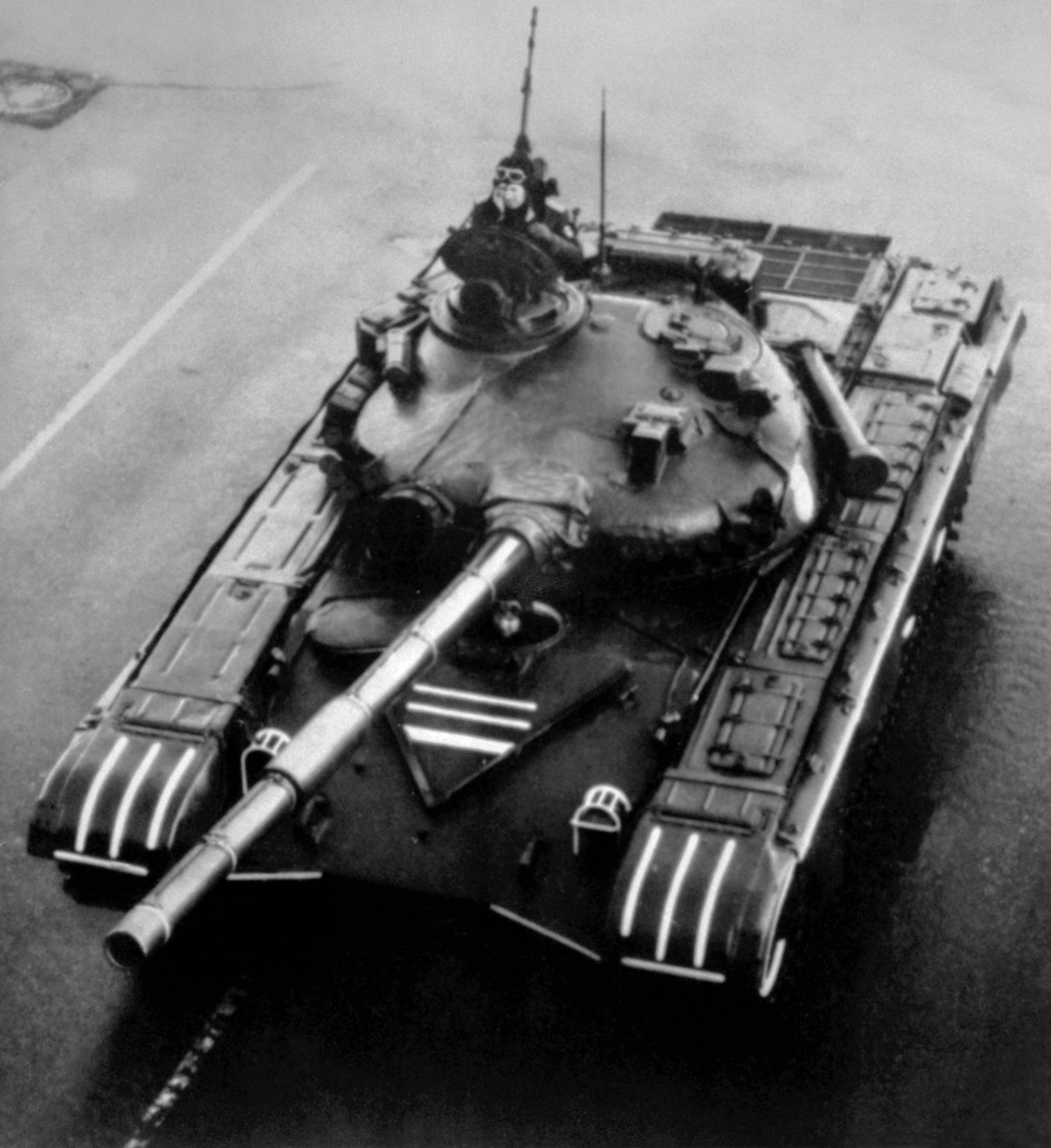
T-72 A; het verdikte pantser is duidelijk zichtbaar

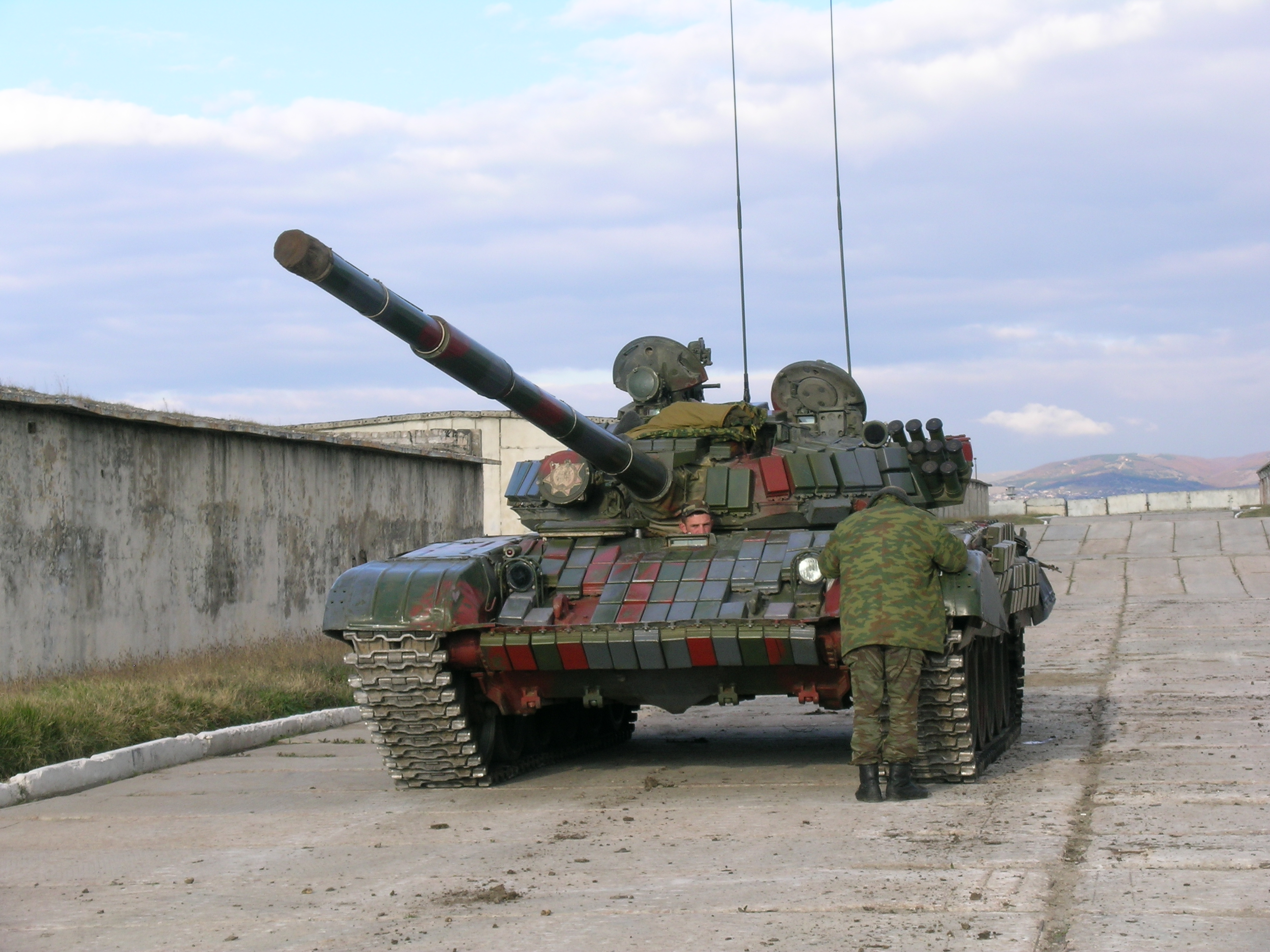
Een Georgisch exemplaar met ERA-dozen

- T-72 model 1975: een exportversie zonder siliciumpantser en slechtere NBC-bescherming. Deze versie moest voorkomen dat al te veel geheimen in vijandelijke handen zouden vallen. De Model 1975 is veel slechter gepantserd met maar zo'n 280 mm dik pantser op de toren. De verkoopnaam is T-72M.
- T-72A: ontwikkeld als de Objekt 172M-1. De T-72A, in productie vanaf 1979, heeft kopse keramische cilinders van aluminiumoxide in het siliciumoxide van het uitstulpend verdikte torenpantser. Deze versie noemde men in de VS dan ook de Dolly Parton, naar de zangeres met forse boezem. Het type werd door de CIA abusievelijk voor de T-80 aangezien, tot grote ontsteltenis van het Morozovteam.[bron?] De beschermingsequivalentie tegen staafpenetratoren is verhoogd van 410 naar 500 mm en tegen wapens met holle lading van zo'n 500 naar 560 mm — dit laatste in de veronderstelling dat de straal de keramische cilinders mist, wat door een licht NERA-effect (plastische pantserreactie op inslagen) voor een staafpenetrator vrijwel onmogelijk is. Sommige latere productieseries hebben echter staal in plaats van siliciumoxide en vele voertuigen daaruit hebben niet eens aluminiumoxide cilinders maar alleen de zandmallen om de uitsparingen te maken, die men gewoon heeft laten zitten: dit geeft ook een zekere extra bescherming maar toch zo'n 25% minder. De reden hiervoor was dat de levering van geschikt aluminiumoxide vaak haperde en men toch de productiequota wilde halen. Dit soort wisselingen in de productiekwaliteit die meestal niet kenbaar werden gemaakt, leverden een enorme ergernis op bij het leger, dat hierdoor niet precies de tactische capaciteiten van ieder voertuig kon bepalen. De romp heeft vooraan drie lagen afwisselend zeer hard en wat zachter staal om door de herhaalde schokgolven penetratoren te breken. In het midden van de jaren tachtig werd het type, zoals alle Sovjettanks, oud of nieuw, voorzien van een optioneel ERA-systeem met talrijke explosieve pantserdozen op de buitenkant die ontploffen als ze door een holle lading geraakt worden en deze met hun weggeslingerde metalen onderdelen verstoren. In dit systeem had het leger aanzienlijk meer vertrouwen. De exportnaam is T-72M1.
- T-72B1: ontwikkeld als de Objekt 184. In een poging de T-80 te overtreffen, heeft de T-72B1, geproduceerd vanaf 1985, een sterk verdikt torenpantser met een laminaatmodule met de tussenruimten gevuld met polyurethaan gemengd met keramisch poeder. Licht en goedkoop brengt dit de bescherming (zonder ERA) tegen holle ladingen op zo'n 950 mm door een sterk NERA-effect. Deze versie noemde men in de VS de Super Dolly Parton. Het gevechtsgewicht steeg naar 44,5 ton; daarom is een motor van 840 pk geïnstalleerd. Ondanks 190 liter extra interne brandstofvoorraad daalde het rijbereik naar 420 km. De exportnaam is T-72M1M.
- T-72B: deze versie kan de Swir-antitankraket afschieten door de loop en is daartoe uitgerust met het dure lasergeleidingssysteem van deze ook al dure raket met een doorslagvermogen van 700 mm, iets wat standaard is bij de T-80. Deze versie heeft de hoofdaanduiding ten opzichte van de T-72B1 teneinde te suggereren dat zoiets eigenlijk ook voor de T-72 geldt.
- T-72S Sjilden: "Het Schild". Dit is de exportversie van de T-72B, met slechts 155 in plaats van 227 ERA-dozen.
- T-72BM: deze versie werd vanaf 1989 geproduceerd, uitgerust met het Kontakt-5 ERA dat in staat is staafpenetratoren te breken, voor het eerst gebruikt op de T-80. Enige tijd werd aangenomen[bron?] dat dit de Objekt 187 was, maar dat is een ander ontwikkelingsproject op basis van de T-72.
- T-72 BU: dit is de oorspronkelijke aanduiding van de T-90.

## In gebruik
De T-72 Tank is naar talloze landen geëxporteerd, vooral communistische landen, en is of wordt ook geproduceerd door Joegoslavië (M-84), Tsjecho-Slowakije (T-72M2), Polen (PT-91 Twardy) en India (Ajeya). Meer dan 18.000 T-72-tanks zijn nog steeds in dienst. De tank is onder andere in gebruik in Algerije, Angola, Armenië, Azerbeidzjan, Bulgarije, Finland, Georgië, Hongarije, India, Iran, Irak, Kazachstan, Kenia, Kroatië, Libië, Marokko, Mongolië, Oekraïne, Polen, Roemenië, Rusland, Sierra Leone, Slovenië, Slowakije, Syrië, Tsjechië en Wit-Rusland. Verschillende varianten van de tank werden in de 21e eeuw ingezet tijdens de Russische invasie van Oekraïne sinds 2022. Midden oktober 2022 waren er ongeveer 700 T-72's vernietigd als gevolg van de oorlog, anderhalf jaar later, midden juni 2024 was dit opgelopen tot een 1500-tal vernietigde T-72's.